# Georgi Damyanovo (huyện)
Georgi Damyanovo là một huyện thuộc tỉnh Montana, Bungaria. Dân số thời điểm năm 2001 là 4462 người.